# Ricorda con rabbia
Ricorda con rabbia (Look Back in Anger) è una commedia di John Osborne del 1956.
La storia riguarda un triangolo amoroso tra un giovane uomo intelligente ma mal disposto, Jimmy Porter, la sua impassibile moglie borghese, Alison, e la sua altezzosa migliore amica Helena Charles. Cliff, un amichevole pensionante gallese, tenta di mantenere la pace. La commedia ha avuto un grande successo sui palcoscenici di Londra, ed ha prodotto l'espressione "giovani arrabbiati" per descrivere Osborne e gli altri scrittori della sua generazione che impiegarono durezza e realismo, in contrasto con ciò che era visto in precedenza.

## Recensioni della critica
Alcuni critici hanno accusato Jimmy Porter di autocompiacimento e la commedia di essere verbosa e immatura. Durante il programma della CNN The Critics ("I Critici") Ivor Brown ha avviato la sua filippica descrivendo l'ambientazione della commedia – un monolocale nello Yorkshire– come "estremamente sporco e squallido. È difficile credere che la figlia di un generale, allevata secondo certi principi, sarebbe vissuta anche un solo giorno in un simile porcile". Ha poi proseguito con "Mi sono arrabbiato perché ho perso del tempo". Cecil Wilson del Daily Mail ha scritto che "la bellezza di Mary Ure è andata sprecata nel ruolo di una donna che, a giudicare dal tempo che passa stirando, sembra essersi assunta l'onere del bucato della nazione" (Alison, il cui ruolo è interpretato da Ure, stira durante il primo atto; nel secondo atto prepara il pranzo).
D'altro canto, però, Kenneth Tynan ha scritto, "Non posso amare nessuno che non abbia desiderato di vedere Look Back in Anger."
"Ho un'idea" dice Jimmy ad un certo punto. "Perché non facciamo un giochino? Facciamo finta che siamo esseri umani e che siamo vivi. Solo per un po'. Cosa ne dite?". Battute come questa, dice Kenneth Tynan nella sua recensione, fanno di questa commedia "un piccolo miracolo": "ci sono tutte le qualità che uno non avrebbe più sperato di trovare sul palcoscenico - la tendenza anarchica, l'istinto sinistroide, il rifiuto automatico delle abitudini "ufficiali", lo humour surrealistico (Jimmy descrive un amico omosessuale come "una Emily Brontë al femminile"), la promiscuità disinvolta, il senso di vuoto per la mancanza di una crociata per la quale combattere e, come sfondo a tutto ciò, la certezza che al momento del trapasso saremo ricordati". Alan Sillitoe, autore di Saturday Night e Sunday Morning e The Loneliness of The Long Distance Runner ha scritto che Osborne "non ha contribuito al teatro inglese, ha innescato una mina e ne ha fatto saltare in aria una buona parte".

## Trama

### Atto primo
Una calda domenica pomeriggio nella piccola soffitta di Jimmy e di Alison, in Gran Bretagna. Jimmy e Cliff stanno tentando di leggere i giornali della domenica, oltre al settimanale radicale, "dal prezzo di 9 pence, trovabile in qualsiasi edicola" come afferma Jimmy, sottraendoli dalle mani di Cliff. Questo è un riferimento al New Statesman, e nel contesto del periodo sono immediatamente esplicitate al pubblico le preferenze politiche dei due. Alison sta tentando di stirare e sta ascoltando solo a metà mentre Jimmy e Cliff stanno parlando.
Apprendiamo che c'è un enorme abisso sociale tra Jimmy e Alison. La famiglia di lei appartiene alla borghesia militare medio-alta, forse al limite della classe più alta, mentre Jimmy appartiene decisamente alla classe dei lavoratori. Egli ha dovuto lottare duramente contro la disapprovazione della sua famiglia per conquistarla. "La mamma di Alison e io ci guardiamo a vicenda" Apprendiamo inoltre che l'unica entrata della famiglia proviene da un banco di dolci nel mercato locale .
All'avanzare del primo atto, Jimmy diventa sempre più vituperoso, trasferendo il suo disdegno per la famiglia di Alison nella sua personalità, chiamandola "pusillanime" e sminuendola sempre davanti a Cliff. La tirata finisce con alcuni giochi fisici violenti e rozzi, con il risultato del rovesciamento dell'asse da stiro e l'ustione di un braccio di Alison. Jimmy cammina con passo pesante per continuare il suo scherzo fuori dalla scena.
Alison e Cliff interpretano una scena tenera, durante la quale ella gli confida che è rimasta accidentalmente incinta e non può e non riesce a dirlo a Jimmy. Cliff insiste che glielo dica. Quando Jimmy ritorna, Alison annuncia che la loro amica attrice, Helena Charles, sta per venire da loro e rimarrà ospite in casa, ed è del tutto ovvio che Jimmy disprezza Helena anche più di Alison. Egli si infuria del tutto, e il conflitto è inevitabile.

### Atto secondo
Un'altra domenica pomeriggio, con Helena e Alison che stanno preparando il pranzo. In una scena a due mani, Alison dice perché ha deciso di accettare Jimmy . Ella descrive Jimmy a Helena come un "cavaliere in un'armatura scintillante". . Helena afferma, saldamente, "Devi combatterlo".
Jimmy entra, e la tirata in mezzo continua. Quando la donna indossa un cappello e dice che sta andando in chiesa, Jimmy sente di essere tradito. Quando lui parte per prendere una chiamata urgente, Helena annuncia che nel frattempo ha mandato un telegramma ai genitori di Alison in cui chiedeva a loro di venire e di "salvarla". Alison rimane stupefatta ma è d'accordo e partirà.
Dopo una interruzione della scena, vediamo il padre di Alison, il Colonnello Redfern che è venuto per riportare Alison di nuovo a casa della sua famiglia. Il colonnello ha un carattere simpatico anche se talmente fuori di luogo con il mondo odierno (come lui stesso ammette). "Tu sei ferito perché tutto è cambiato," gli dice Alison "e Jimmy è ferito perché tutto rimane lo stesso."
Helena arriva per dire addio, poiché intende partire molto presto. Alison si stupisce poiché nota che Helena rimarrà per un altro giorno, ma parte, dando a Cliff un messaggio per Jimmy. Cliff a sua volta lascia un messaggio per Helena e parte, dicendo "Spero che lui riempia le tue narici". Quasi subito, Jimmy rientra. Mostra il suo disprezzo nel trovare un messaggio di addio e si rivolge ancora a Helena, avvertendola di starne fuori finché non parte. Helena gli dice che Alison sta aspettando un bambino, e Jimmy ammette riluttante di essere stupito. Tuttavia, la sua tirata continua. Cominciano prima ad accarezzarsi, e poi mentre il sipario della fine del secondo atto scende, Jimmy e Helena baciandosi appassionatamente cadono sul letto.

### Atto terzo
Helena stira indossando la camicia rossa di Jimmy del primo atto. Sono passati alcuni mesi. Jimmy è chiaramente più gentile nei confronti di Helena rispetto a come era con Alison nel primo atto. Ella ride persino alle sue barzellette. Cliff annuncia di andarsene per conto suo. Appena Jimmy lascia la stanza per prepararsi all'ultima notte in cui loro tre saranno insieme, apre la porta per trovare Alison, che sembra come morta. Invece di aiutarla si rivolge a lei con tono brusco "Ci sono tuoi amici" e se ne va bruscamente.
Dopo una scena di pausa, Alison spiega a Helena di aver perso il bambino — una delle frasi più crudeli di Jimmy nel secondo atto è quella in cui si augura che Alison possa rimanere incinta, ma che poi perda il bambino — le due donne si riconciliano ma Helena si rende conto che ciò che ha fatto è immorale e a sua volta decide anche di partire. Chiama Jimmy per ascoltare la sua decisione e lui la lascia andare con un sarcastico addio.
La commedia termina con una riconciliazione molto sentimentale fra Alison e Jimmy, che si mettono a rifare un vecchio gioco a cui erano soliti giocare, fingersi orso e scoiattolo.

## Ispirazione
Look Back in Anger è fortemente autobiografico, si basa sull'infelice matrimonio di Osborne con Pamela Lane. Mentre Osborne aspirava ad una carriera di successo in teatro, Lane aveva aspirazioni più pratiche e materialiste, non prendendo sul serio le ambizioni di Osborne.
Contiene anche molta della vita precedente di Osborne. Le tirate di Jimmy contro la mediocrità della vita della classe media inglese, personificavano il suo odio per la madre Nellie Beatrice. Madeline, l'amore perduto di Jimmy, è basato su Stella Linden, un'attrice che per prima incoraggiò Osborne a scrivere.

## Adattamenti
Sul soggetto della commedia venne realizzato nel 1958 il film I giovani arrabbiati (Look back in anger), diretto da Tony Richardson.